# Sport w Legnicy

## Infrastruktura
Największymi legnickimi obiektami sportowymi zarządza Ośrodek Sportu i Rekreacji. Są wśród nich dwa stadiony piłkarskie, Hala Widowiskowo-Sportowa im. Dolnośląskich Olimpijczyków, dwie mniejsze hale sportowe (w tym jedna ze ścianą wspinaczkową), dwa kompleksy otwartych basenów, dwa kompleksy kortów tenisowych i jeden skatepark. Obiekty OSiR uzupełnia szkolna baza sportowa, częściowo udostępniona dla mieszkańców, która obejmuje boiska wielofunkcyjne, ok. 20 szkolnych sal sportowych (w większości, po remontach w l. 2000-2008 o zbliżonym standardzie), 3 baseny kryte, tor łuczniczy, siłownie, kluby fitness i kręgielnia.
Na infrastrukturę sportową w Legnicy składają się:
- stadiony – 2
- boiska sportowe – 3
- hala sportowo-widowiskowa – 1
- sale sportowe – 2
- szkolne sale sportowe – 22
- kompleks sportowo-rehabilitacyjny – 1

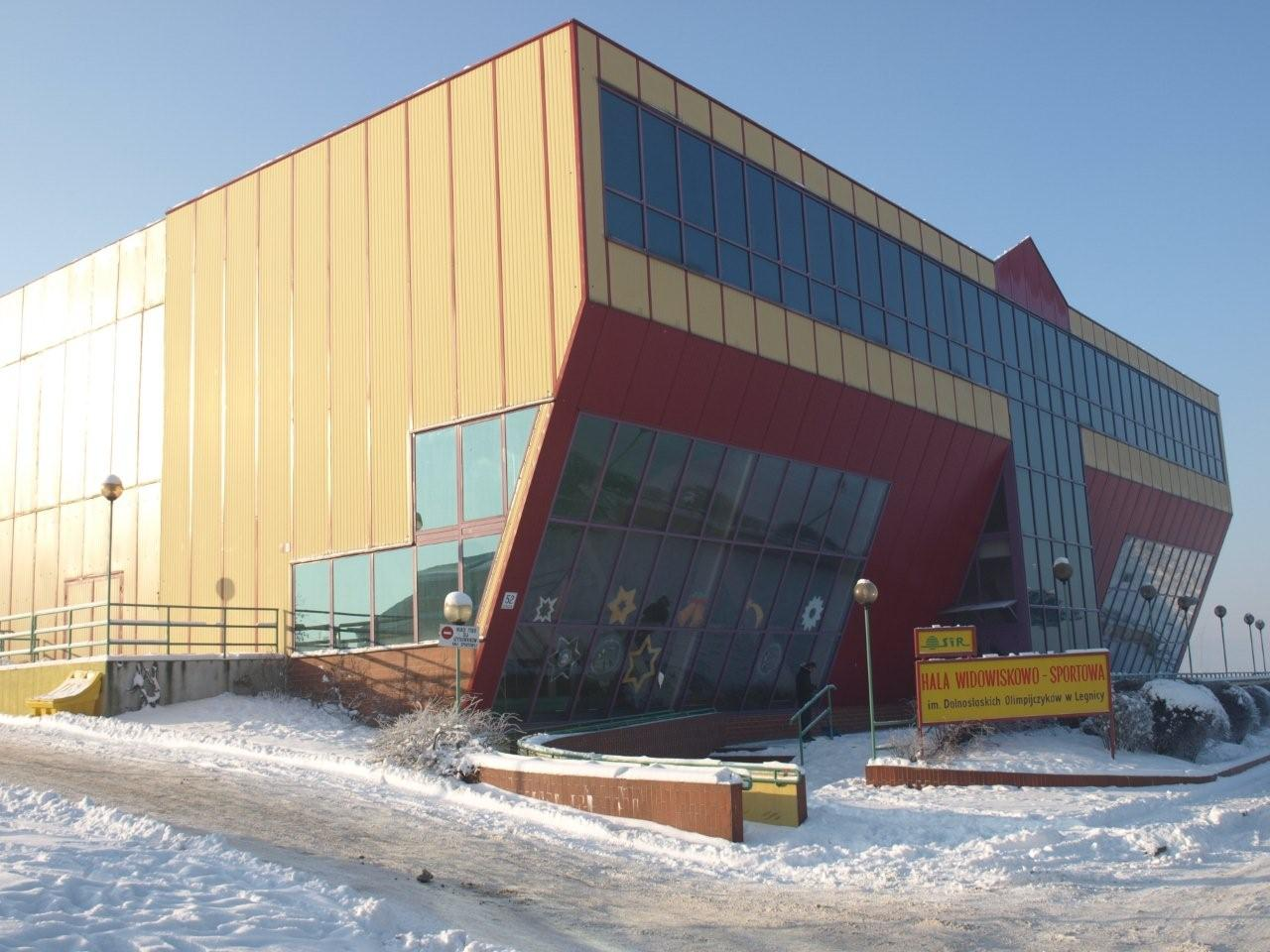
Hala im. Dolnośląskich Olimpijczyków służąca piłkarzom ręcznym Miedzi

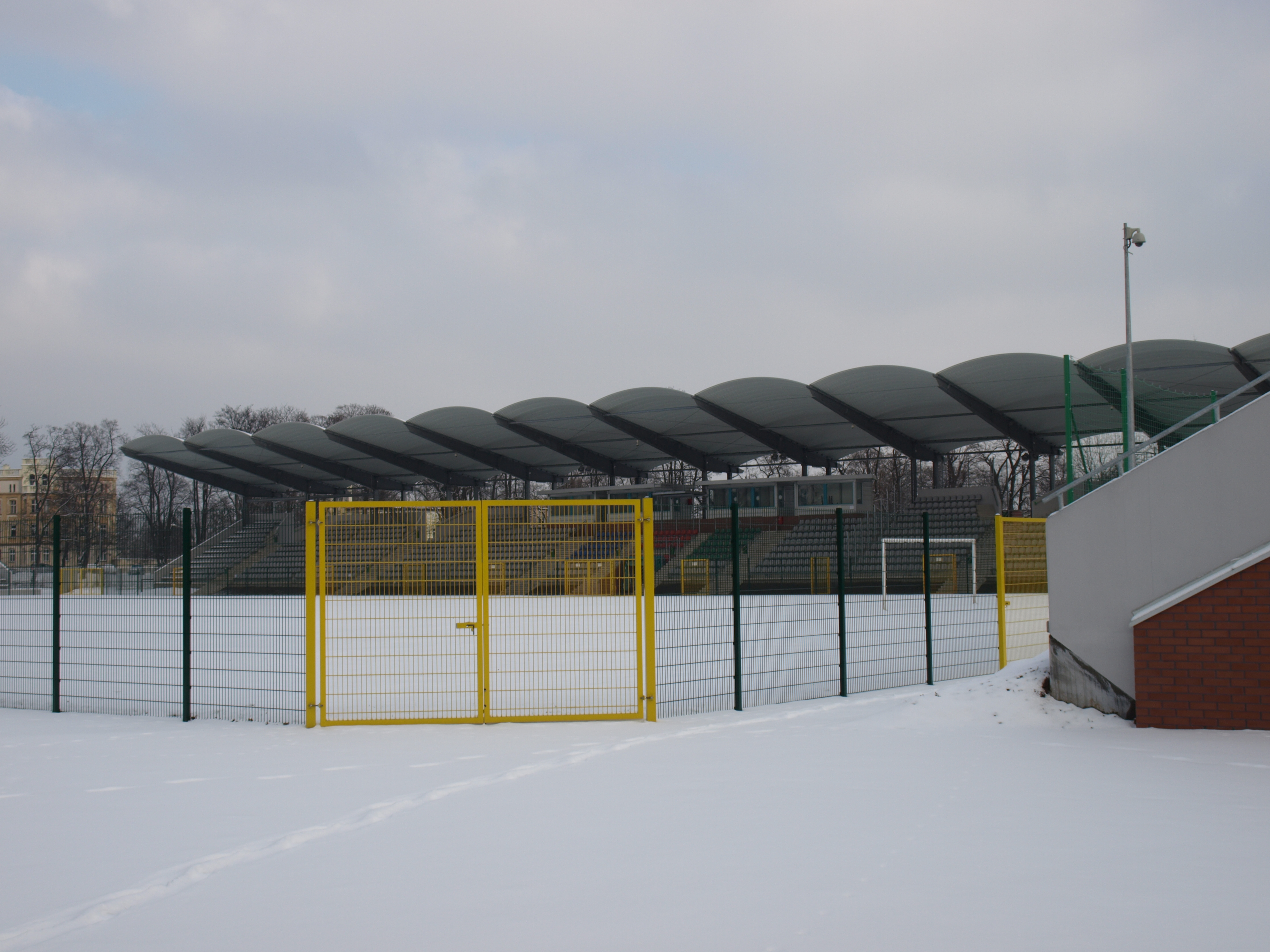
Trybuna główna Stadionu Miejskiego służącego piłkarzom Miedzi Legnica

- baseny otwarte – 2
- baseny kryte – 3 (i 1 w budowie)
- kąpieliska – 1
- korty tenisowe – 5
- siłownie – 5
- kluby fitness – 5
- tor łuczniczy – 1
- ściana wspinaczkowa – 1
- skatepark – 1
- kręgielnia – 1

## Kluby sportowe
W mieście istnieje kilkanaście klubów sportowych. Do najstarszych, istniejących od 1971 r. należą kluby 
- piłki nożnej Miedź Legnica i Konfeks Legnica; do nowszych klubów tej dyscypliny należą Zakaczawie Legnica i Legniczanka Legnica;
- piłki ręcznej KPR Miedź'96 Legnica;
- koszykarzy Olimpia i Lew Legnica;
- piłki siatkowej Ikar Legnica;
- sztuk walki: Legnicka Sekcja Aikido, Legnicki Klub Taekwondo, kluby karate: LKK Kyokushin, KKS Tora i KK Wankan;
- kolarstwa górskiego KKG Zywer;
- łucznictwa KS Strzelec;
- Legnickie Towarzystwo Ringo;
- trójboju siłowego – TKKF Śródmieście;
- lekkoatletyki Sprint Legnica i MUKS Legnica;
- AZS COLLEGIUM WITELONA – wielosekcyjny Klub AZS.

Wybrane kluby sportowe:
- pływanie - KS Hydra

- piłka nożna – Miedź Legnica, Konfeks Legnica, Zakaczawie Legnica, Legniczanka Legnica
- ringo – Legnickie Towarzystwo Ringo
- piłka ręczna – Siódemka Miedź Legnica, Euco Uks „9” Legnica
- koszykówka – Olimpia Legnica, Lew Legnica, KS Basket
- siatkówka – KGHM METRACO PWSZ AZS Ikar Legnica, UKS Radio Plus Legnica
- łucznictwo – Strzelec Legnica
- kolarstwo – KKG Zywer (MTB), UKS Budowlanka (szosa)
- tenis stołowy – KS Konfeks
- brydż – KS Konfeks
- futsal – TPC Komputery Legnica
- taekwon-do ITF – LKT Legnica
- karate – KKS Tora Legnica, Legnicki Klub Karate Kyokushin, Klub sztuk Walki Shodan
- trójbój siłowy – TKKF Śródmieście Legnica
- szermierka
- aikido – Legnicka Sekcja Aikido
- breakdance – Grupa Bessali Dancers
- capoeira
- Stowarzyszenie Combat 56

## Imprezy i wydarzenia sportowe
- Międzynarodowy wyścig kolarski „Szlakiem Grodów Piastowskich”
- Liczne turnieje siatkarskie
- Euroepan Cuprum Cup in Karate oraz inne turnieje karate